# Liloy
Liloy è una municipalità di terza classe delle Filippine, situata nella Provincia di Zamboanga del Norte, nella regione della Penisola di Zamboanga.
Parte del territorio di Liloy (originariamente di 476,61 km²) è stata staccata per formare le nuove municipalità di Salug (1959) e Tampilisan (1978).
Liloy è formata da 37 baranggay:
- Banigan
- Baybay (Pob.)
- Cabangcalan
- Canaan
- Candelaria
- Causwagan
- Communal
- Compra
- Dela Paz
- El Paraiso
- Fatima
- Ganase
- Goaw
- Goin
- Kayok
- La Libertad (Mawal)
- Lamao
- Mabuhay
- Maigang

- Malila
- Mauswagon
- New Bethlehem
- Overview
- Panabang
- Patawag
- Punta
- San Francisco
- San Isidro
- San Miguel
- San Roque
- Santa Cruz
- Santo Niño
- Silucap
- Tapican
- Timan
- Villa Calixto Sudiacal
- Villa M. Tejero